# Joachim Landau
Joachim Landau (9. května 1821 Brody – 26. července 1878 Vídeň) byl rakouský právník a politik židovského původu z Haliče, v 2. polovině 19. století poslanec Říšské rady.

## Biografie
Vystudoval univerzitu, působil jako advokát.
Byl poslancem Říšské rady (celostátního parlamentu). Usedl sem v prvních přímých volbách roku 1873 za městskou kurii, obvod Brody, Zoločiv atd. Zasedal zde do své smrti roku 1878. Pak ho nahradil Ignacy Zborowski. V roce 1873 se uvádí jako dr. Joachim Landau, advokát, bytem Vídeň. V parlamentu zastupoval provládní Ústavní stranu, která byla provídeňsky a centralisticky orientovaná. V jejím rámci představoval staroliberální křídlo. V roce 1878 se uvádí jako člen poslaneckého klubu levice.
Zemřel na plicní chorobu v červenci 1878. Byl uložen na židovském hřbitově ve Vídni-Währingu.